# Alter Hafen (Montreal)

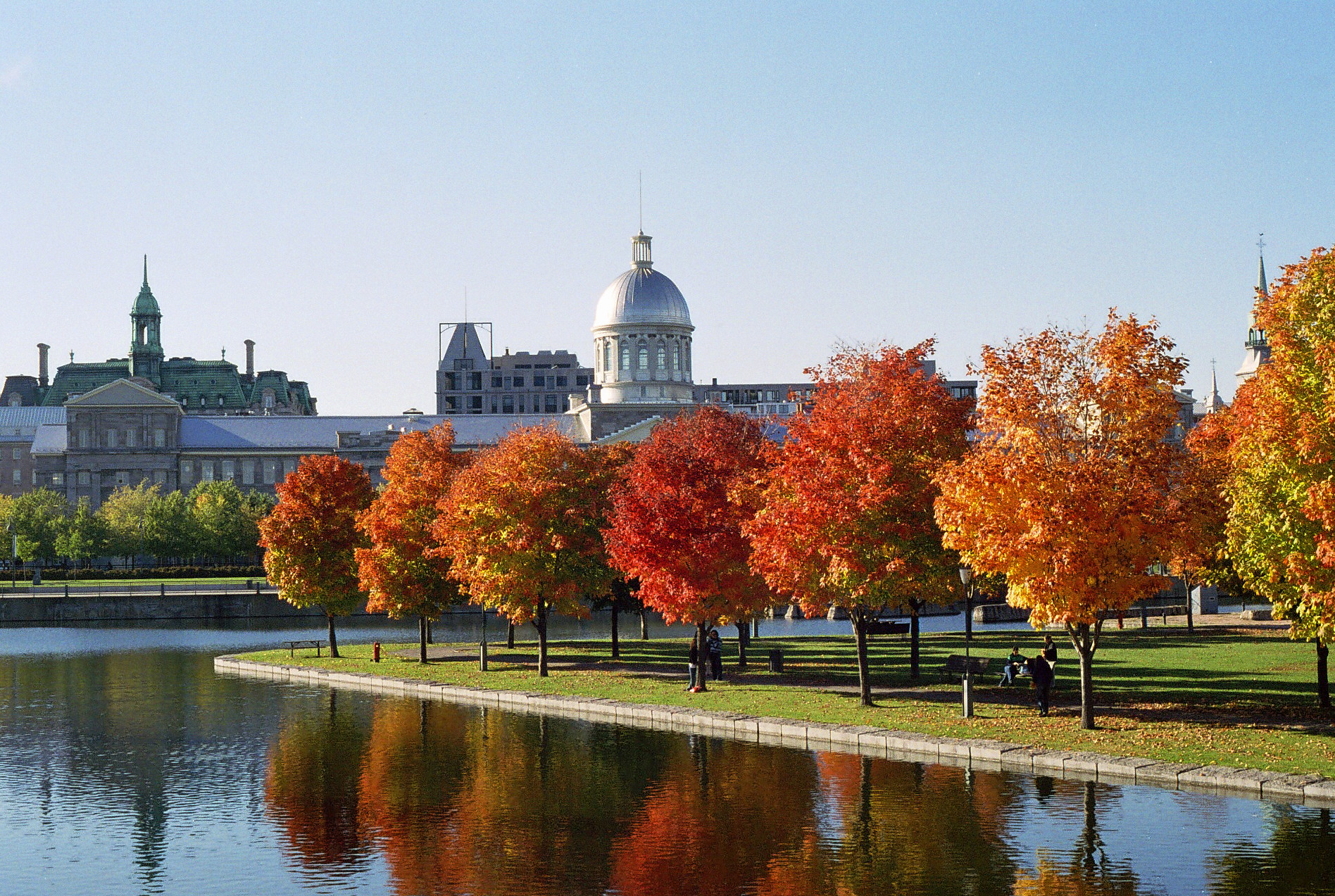
Der Alte Hafen im Herbst, im Hintergrund der Marché Bonsecours

Der Alte Hafen (französisch Vieux-Port, englisch Old Port) ist ein touristisch genutzter Teil der Hafenanlagen in der kanadischen Stadt Montreal. Er erstreckt sich über eine Länge von zwei Kilometern entlang dem Ufer des Sankt-Lorenz-Stroms und grenzt an die Montrealer Altstadt. Der Alte Hafen umfasst ehemalige Pieranlagen, die durch eine Uferpromenade miteinander verbunden sind.
Der heutige Hafen von Montreal, der größte Binnenhafen Nordamerikas, liegt weiter flussabwärts.

## Geschichte

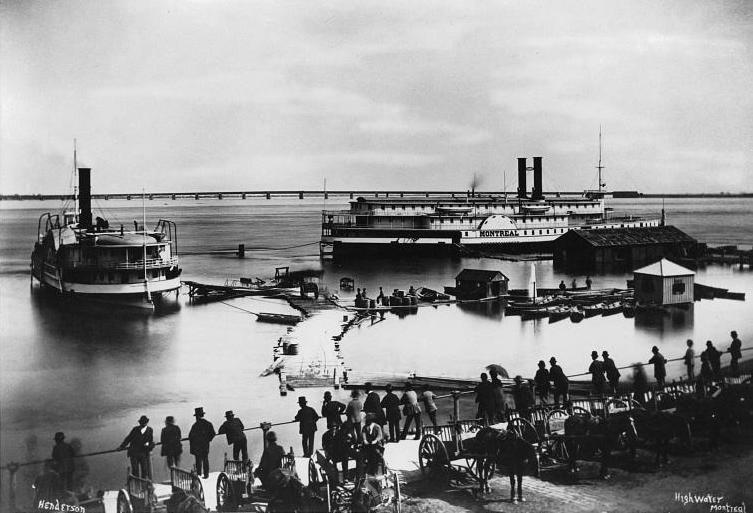
Dampfschiffe im Alten Hafen (um 1870)

Der Alte Hafen ist eng mit der Geschichte der Stadt verbunden. An der Pointe-à-Callière, die ungefähr in der Mitte des Gebiets liegt, richtete Samuel de Champlain im Juni 1611 einen temporären Pelzhandelsposten ein. Französische Kolonisten gründeten am 17. Mai 1642 an derselben Stelle das Fort Ville-Marie, aus der sich in der Folge die Stadt Montreal entwickelte.
Für das Wachstum der Stadt war der Alte Hafen während der nächsten drei Jahrhunderte von entscheidender Bedeutung. Der umfangreichste Ausbau wurde in den 1890er Jahren vorgenommen, als die kanadische Regierung mehrere Pieranlagen, Lagerhäuser, Hafenbecken und Weizensilos errichten ließ. Die Eröffnung des Sankt-Lorenz-Seewegs im Jahr 1959 leitete den Niedergang des Alten Hafens ein – eine Entwicklung, die sich 1970 mit der Schließung des Lachine-Kanals verstärkte. Mit der Verlegung flussabwärts endete 1976 der Hafenbetrieb im Stadtzentrum.
Ab 1977 plante die Bundesregierung die Sanierung des nicht mehr genutzten Hafengeländes. 1981 wurde ein Uferpark geschaffen, außerdem entfernte man sechs von acht Gleisen der Hafenbahn. Die Société du Vieux-Port de Montréal setzte ab 1989 einen umfassenden Gebietsentwicklungsplan um. 1992 wurde der Alte Hafen anlässlich des 350-Jahr-Jubiläums der Stadt Montreal für die touristische Nutzung freigegeben, zehn Jahre später folgte die Wiedereröffnung des Lachine-Kanals. Heute wird der Alte Hafen jährlich von sechs Millionen Besuchern frequentiert.

## Sehenswürdigkeiten und Aktivitäten

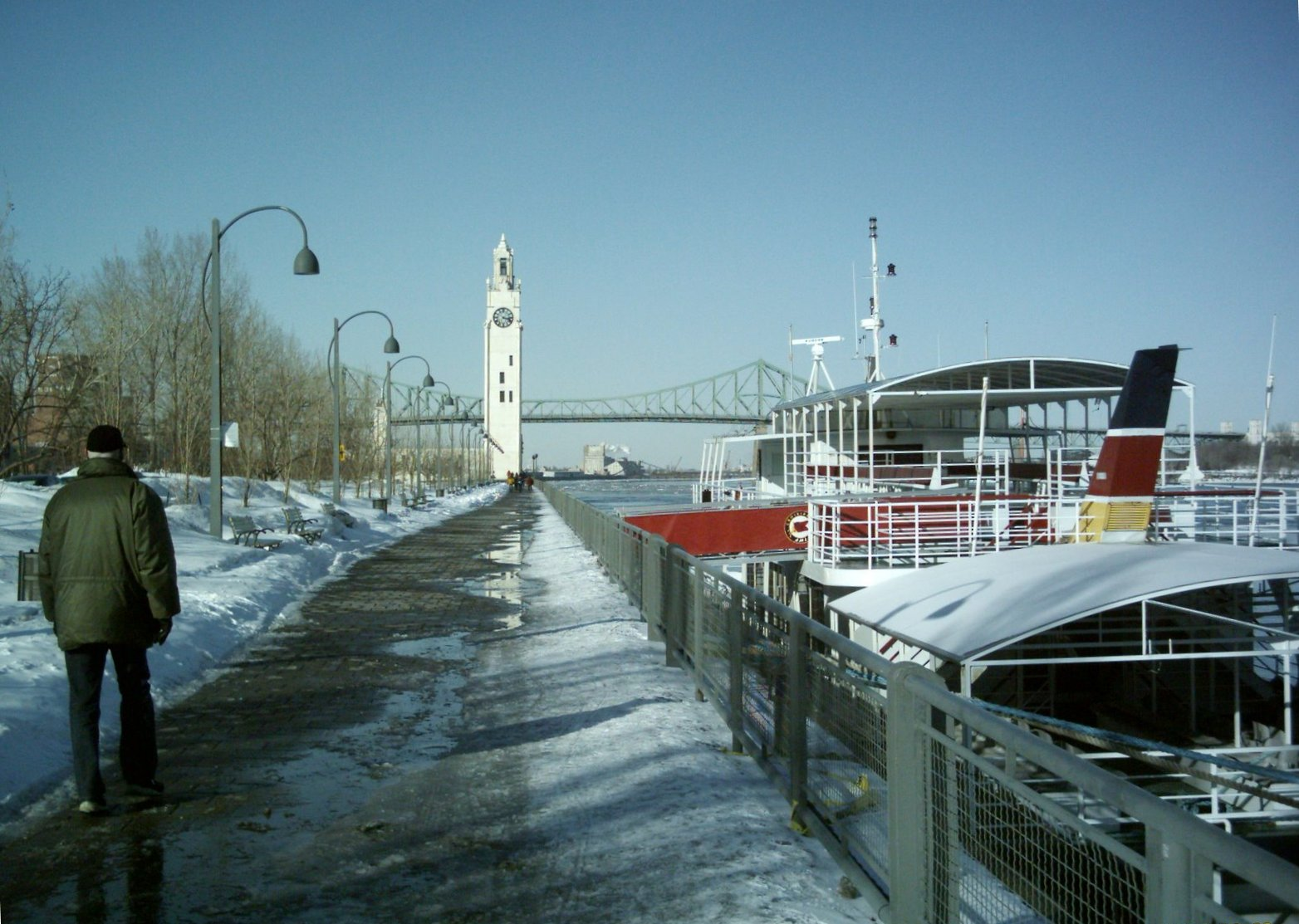
Promenade im Alten Hafen im Winter, dahinter die Pont Jacques-Cartier und der Tour de l’Horloge

An der Rue de la Commerce, die parallel zur Uferpromenade liegt, befinden sich zahlreiche denkmalgeschützte Gebäude aus dem 18. und 19. Jahrhundert. Dazu gehören die Wallfahrtskapelle Notre-Dame-de-Bon-Secours mit dem Musée Marguerite-Bourgeoys, die Markthalle Marché Bonsecours, das Musée Pointe-à-Callière und das Alte Zollhaus. Modernere Bauten sind unterem der Tour de l’Horloge (Uhrenturm) und das Wissenschaftsmuseum Centre des sciences de Montréal, zu welchem auch ein IMAX-Kino gehört.
Der Alte Hafen ist Schauplatz zahlreicher Veranstaltungen und Volksfeste. Dazu gehören das Festival Montréal en lumière, das Igloofest und das Matsuri Japon. Im Winter wird ein Teil des Geländes als Eisbahn genutzt.